# روني إليوت
روني إليوت (بالإنجليزية: Ronnie Elliott)‏ هي نحّاتة أمريكية، ولدت في 1910، وتوفيت في 1982.